# Alina Bica
Alina Mihaela Bica (n. 9 ianuarie 1974, Făgăraș) este o juristă română care a ocupat funcția de procuror-șef al DIICOT în perioada 15 mai 2013 - 24 noiembrie 2014.
Pe 22 noiembrie 2014 a fost arestată preventiv, fiind acuzată de abuz în serviciu în legătură cu retrocedarea frauduloasă a unui teren de 13 hectare în 2011 pe vremea când era secretar de stat în Ministerul Justiției și membru al Comisiei Centrale pentru Stabilirea Despăgubirilor din cadrul ANRP.
Prejudiciul în acest caz se ridică la 62 de milioane de euro.
Pe 24 noiembrie 2014 Consiliul Superior al Magistraturii (CSM) a decis suspendarea Alinei Bica din funcția de procuror-magistrat și încetarea activității la DIICOT.
Aceasta după ce, cu patru zile înainte, CSM a refuzat să dea aviz pentru arestarea acesteia.
Pe 15 decembrie 2014 aceasta a fost trimisă în judecată alături de Gheorghe Stelian și fostul deputat Cătălin Teodorescu.
Pe 23 iunie 2016 președintele Klaus Iohannis a eliberat-o din magistratură pe Alina Bica ca urmare a demisiei.
Pe 26 iunie 2018 Înalta Curte de Casație și Justiție a condamnat-o definitiv pe Alina Bica la 4 ani de închisoare cu executare pentru săvârșirea infracțiunii de favorizarea făptuitorului.
Acesta a plecat din România înainte condamnare, deoarece au existat elemente ale unei persecuții politice, cazul acesteia fiind menționat în patru rapoarte internaționale, ca fiind unul cu abuzuri procesuale. Pe 3 octombrie 2018 Alina Bica a fost reținută în Costa Rica în vederea extrădării în România. Pe 25 decembrie 2018 aceasta a fost eliberată din arest.
Pe 10 iulie 2020 s-a predat autorităților judiciare din Italia. Pe 16 decembrie 2020 Curtea de Apel din Bari a hotărât respingerea cererii de extrădare în România a Alinei Bica..
Ulterior, după 9 ani de proces aceasta a fost achitată prin Sentința Penală nr. 399 din 29.06.2018 a Înaltei Curți de Casație și Justiție - Secția penală, rămasă definitivă prin 87/05.12.2022 a Înaltei Curți de Casație și Justiție – Completul de 5 Judecători, prin care s-a respins apelul declarat de DNA, constatându-se că nu au existat indicii și probe din care să rezulte existența faptelor imputate.
Ca argumente din Sentința Penală nr. 399 din 29.06.2018 a Înaltei Curți de Casație și Justiție - Secția penală, prin care s-a dispus achitarea menționăm: 
filele 40-41 din Sentință se arată că”(...) Înalta Curte apreciază că se impune semnalarea grabei total nejustificate a parchetului de soluționare rapidă a dosarului, în mai puțin de o lună de zile, prin trimiterea în judecată a tuturor membrilor Comisiei Centrale, fără stabilirea circumstanțelor în care s-au petrecut faptele (...).
la fila 60 din Sentința se arată că ”(...) s-a reținut de către instanța de fond că ceea ce li se reproșează inculpaților care au avut calitatea de membri ai Comisiei Centrale pentru Stabilirea Despăgubirilor este că nu au observat carențele raportului de evaluare și nu au adresat acele întrebări care erau de natură a le evidenția. În primul rând, astfel cum s-a arătat anterior, inculpații nu aveau atribuții de verificare a rapoartelor de evaluare. Deși procurorul face trimitere la dispozițiile din Legea nr. 247/2005 Titlul VII, citând că "...evaluatorul trebuie să răspundă cu privire la metodele standard de evaluare", astfel cum s-a arătat și anterior, Înalta Curte a constatat că o asemenea dispoziție invocată de către parchet nu există. Nu există nici în Legea nr. 247/2005, Titlul VII, dar nici în regulament sau în normele metodologice”.
filele 71 -74 din Sentință s-a reținut de către instanța de fond că ”se constată că probatoriul lipsește cu desăvârșire referitor la o eventuală implicare a inculpatei Bica Alina Mihaela în această presupusă relație Cocoș Dorin - Bogdan Dragoș George”.
Pe 25 septembrie 2015 Alina Bica a fost trimisă în judecată de DNA pentru luare de mită și participație improprie la abuz în serviciu. În acest al treilea dosar Bica a fost judecată alături de fostul șef al ANAF Șerban Pop și Horia Simu. Pe 26 iunie 2018 Alina Bica a fost achitată definitiv de Înalta Curte de Casație și Justiție în acest dosar.
Aceasta a fost achitată prin Decizia nr. 116/26 iunie 2018 a Înaltei Curți de Casație și Justiție - Completul de 5 judecători.
Un complet de 5 judecători de la ÎCCJ a decis să admită calea extraordinară de atac depusă la finalul anului 2018 de apărătorii Alinei Bica și să dispună rejudecarea apelului, atât a celui prin care Alina Bica a contestat pedeapsa inițială de 4 ani de închisoare cât și cel al procurorilor DNA, care solicitaseră o pedeapsă mai mare pentru Alina Bica.